# Kawasaki ZL
Mit der ZL-Serie, die in den USA auch zum Teil unter der Bezeichnung Eliminator vertrieben wurde, versuchte Kawasaki sich im Bereich Power-Cruiser, einer Mischung aus Dragster und Chopper, zu etablieren. Charakteristisch waren jeweils der lange Radstand, ein dicker Hinterreifen und das Fehlen jeglicher Verkleidung. Die Modelle waren weder für Hochgeschwindigkeitsfahrten noch für lange Touren geeignet.

## Modellentwicklung

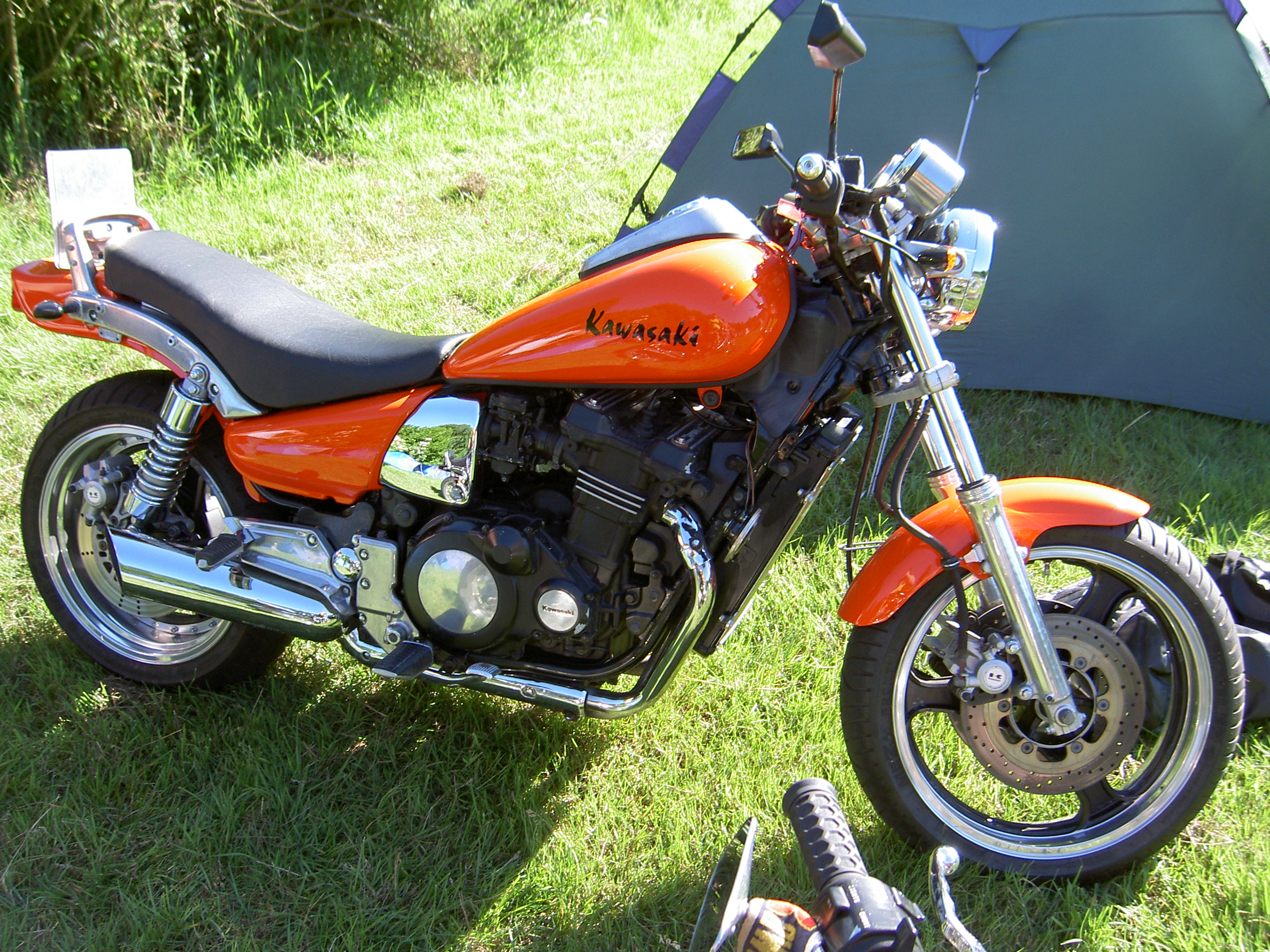
Kawasaki ZL1000

### ZL900
Die 1985 vorgestellte ZL 900 A1 Eliminator basierte auf dem Motor der Kawasaki GPZ 900 R und wurde den erfolgreichen Drag Bikes auf Basis der Kawasaki Z1 nachempfunden. 1986 erschien als letztes Modell die ZL 900 A2. Beide Modelle hatten, im Vergleich zur Kawasaki Z1, gekürzte Schutzbleche hinten, eine verkürzte Gabel, einen breiten Hinterreifen, eine dicke, verchromte Abgasanlage, einen kleinen runden Tank und einen geraden Lenker. Der Motor wurde leicht modifiziert und hatte kleinere 32-mm-Vergaser (Kawasaki GPZ 900 R: 34mm), eine andere Getriebeübersetzung und geänderte Nockenwellen. Das veränderte den Charakter des Motorrades im Vergleich zum Original, die Spitzengeschwindigkeit wurde reduziert, die Beschleunigungsfähigkeit jedoch verbessert. Zu ihrer Zeit war die ZL900 das einzige Motorrad ihres Segments mit einem Reihenmotor statt eines V4-Motors. Das Modell wurde in Lincoln, Nebraska für den amerikanischen Markt gebaut und offiziell nicht in Deutschland angeboten.

### ZL 600
Nachdem bereits einige ZL 900 als Grauimporte nach Europa geliefert worden waren, wurde 1986 die ZL 600 in Deutschland vorgestellt. Ihr Motor entstammte der Kawasaki GPZ 600 R und wurde mit kleineren Vergasern (30 mm statt 32 mm) ausgestattet. Die Leistung war mit 74 PS dem Originalmodell gleich, das maximale Drehmoment mit 55 Nm bei 8500/min im Vergleich zu 52 Nm bei 9000/min geringfügig höher. Das Modell war mit einem Kardanantrieb ausgerüstet und kostete 9790 DM.

### ZL 1000
1987 brachte Kawasaki das Modell ZL 1000 auf den Markt, dessen wassergekühlter Motor dem der Kawasaki GPZ 1000 RX entsprach. Mit einem Radstand von 1615 mm, einem Vorderreifen in der Größe 100/90 V18 und einem Hinterreifen in den Abmessungen 160/80 V15 wurde die Dragster-Optik deutlich verstärkt; das Modell hatte Kardanantrieb. Den Motor der GPZ 1000 RX, der ungedrosselt 125 PS leistete, war wie bei der ZL 900 über geänderte Steuerzeiten und kleinere Vergaser zugunsten einer veränderten Leistungskurve und damit einer besseren Beschleunigung verändert. Das Modell war nur in Schwarz erhältlich; 1987 kostete es 13.690 DM.